# گاگیک کوستاندیان
گاگیک بگلاری کوستاندیان (ارمنی: Գագիկ Բեգլարի Կոստանդյան؛ زادهٔ ۱۵ آوریل ۱۹۵۴) یک اقتصاددان و  سیاستمدار اهل ارمنستان است که از تاریخ ۱۹۹۹ تا تاریخ ۲۰۰۳ سمت نمایندگی دوره دوم مجلس ملی جمهوری ارمنستان را برعهده داشت.

## زندگی‌نامه
در 	۱۵ آوریل ۱۹۵۴ در ایروان به دنیا آمد و از دانشگاه دولتی ایروان فارغ‌التحصیل شد. 